# Philipp von Chieti
Philipp von Flandern, oder Philipp von Chieti genannt (* um 1263; † November 1308 in Italien), war ein Regent von Flandern aus dem Haus Dampierre. Er war ein jüngerer Sohn des Grafen Guido I. von Flandern († 1305) und der Mathilde de Béthune.
Philipp zog 1290 nach Unteritalien, um dort König Karl II. von Neapel im Kampf gegen Aragón zu unterstützen. Für seinen Einsatz wurde er mit der Grafschaft Teano beliehen. Im Jahr 1303 kehrte er nach Flandern zurück, wo im Jahr zuvor ein flämisches Bürgerheer gegen die Ritter des französischen Königs in der Sporenschlacht einen Sieg davongetragen hatte. Zusammen mit seinen Halbbrüdern Johann von Namur und Guido von Namur übernahm Philipp nun die Führung des aufständischen Flanderns, während sein Vater und sein älterer Bruder, Robert de Béthune, sich in der Gefangenschaft Frankreichs befanden. In der Schlacht von Mons-en-Pévèle 1304 mussten sie allerdings eine schwere Niederlage gegen König Philipp IV. den Schönen hinnehmen. Philipp trat danach in diplomatische Verhandlungen mit dem König, schwor diesem im September 1304 in Marquette-lez-Lille die Treue und war 1305 bei den Verhandlungen zum Vertrag von Athis-sur-Orge beteiligt.
Nach den Annalen von Gent starb Philipp von Chieti im November 1308 in Italien und wurde in Neapel bestattet. Er war verheiratet mit Mathilde de Courtenay († 1303), Gräfin von Chieti, aus dem Haus Courtenay. Sie hatten keine Kinder.